# Lepidacarus ornatissimus
Lepidacarus ornatissimus är en kvalsterart som beskrevs av Csiszár 1961. Lepidacarus ornatissimus ingår i släktet Lepidacarus och familjen Lohmanniidae.

## Underarter
Arten delas in i följande underarter:
- L. o. ornatissimus
- L. o. rehmabia